# Ángel Suquía Goicoechea
Angel Sukia Goikoetxea (Angel Suquía Goicoechea ) (2. listopada 1916. – 13. srpnja 2006.) bio je španjolski kardinal rimokatoličke crkve koji je služio kao nadbiskup Madrida od 1983. do 1994.
Rođen je u Zaldibiji u Gipuskoi. 
Školovao se kod La Salle kršćanske braće u Beasainu od 1925. do 1927. Ušao je u malo sjemenište u Saturraránu, Motrico, Guipuzcoa, i ostao tamo sve do 1931. godine, nakon čega je ušao u glavno sjemenište Vitoria, do 1936. Kada je započeo Španjolski građanski rat je godine 1936., bio je predodređen za utvrdu Guadalupe kao vojni instruktor. Godine 1939.,  otputovao je u benediktinski samostan Maria Laach u Njemačkoj, na studij liturgije, ali kad je Drugi svjetski rat izbio te iste godine, brzo se vratio u Španjolsku. Ušao je u gregorijansko Papinsko sveučilištu u Rimu 1946. godine ostavši tamo do 1949. gdje je stekao doktorat iz teologije s najvišim ocjenama s disertacijom   " La santa Misa en la espiritualidad de San Ignacio de Loyola."
Zaređen je za svećenika 7. srpnja 1940. 17. svibnja 1966 papa Pavao VI. imenovao ga je za biskupa Almerije. Služio je kao biskup Málage od 1969. do 1973. Postao je nadbiskup Santiago de Compostele 13. travnja 1973.  12. travnja 1983. godine papa Ivan Pavao II. ga je izabrao za nasljednika kardinala Vicentea Enriquea y Tarancóna kao nadbiskupa Madrida. 
Dana 25. svibnja 1985. godine proglašen je kardinalom  Gran Madre di Dio. Ostao je na čelu Madridske nadbiskupije do 1994. godine, kada je navršio 77.
Umro je u Donostiji u dobi od 90 godina